# Албукерки
Албукерки (енгл. Albuquerque) је највећи град у америчкој савезној држави Њу Мексико. Према попису из 2020. било је 564.559 становника.

## Демографија
По попису из 2010. године број становника је 545.852, што је 97.245 (21,7%) становника више него 2000. године.
|                   | 2010.            | 2000.            |
| Укупно            | 545 852 (100,0%) | 448 607 (100,0%) |
| Хиспаноамериканци | 255 055 (46,73%) | 179 075 (39,92%) |
| Белци             | 229 933 (42,12%) | 223 895 (49,91%) |
| Остали            | 28 481 (5,218%)  | 21 715 (4,841%)  |
| Афроамериканци    | 17 933 (3,285%)  | 13 854 (3,088%)  |
| Азијати           | 14 450 (2,647%)  | 10 068 (2,244%)  |

## Партнерски градови
- Ланџоу
- Реховот
- Ашхабад
- Чивава
- Хихон
- Гвадалахара
- Хелмштет
- Град Хуалијен
- Сасебо